# 莱米罗
莱米罗（法語：Les Mureaux，法語發音：[le myʁo] ⓘ），法国中北部城市，法兰西岛大区伊夫林省的一个市镇，隶属于芒特拉若利区，其市镇面积为11.99平方公里，2022年1月1日时人口数量为34,151人，在法国城市中排名第242位。
莱米罗位于伊夫林省北部，塞纳河左岸，是一个区域性的中心城市，巴黎－勒阿弗尔铁路由此通过，距离巴黎市中心大约40公里。莱米罗因其境内的航空器制造厂及阿丽亚娜地面指挥中心而闻名，其城市自20世纪60年代起得到大规模开发，境内建有多处集中式居民区。

## 地名来源
“Mureaux”起源于拉丁语单词“murus”，意为“墙壁”，延伸含义为“城墙、城塞”，可能与当地历史上的军事防御设施有关。
因翻译标准不同，“Mureaux”在部分中文资料中被译为缪罗市。

## 历史

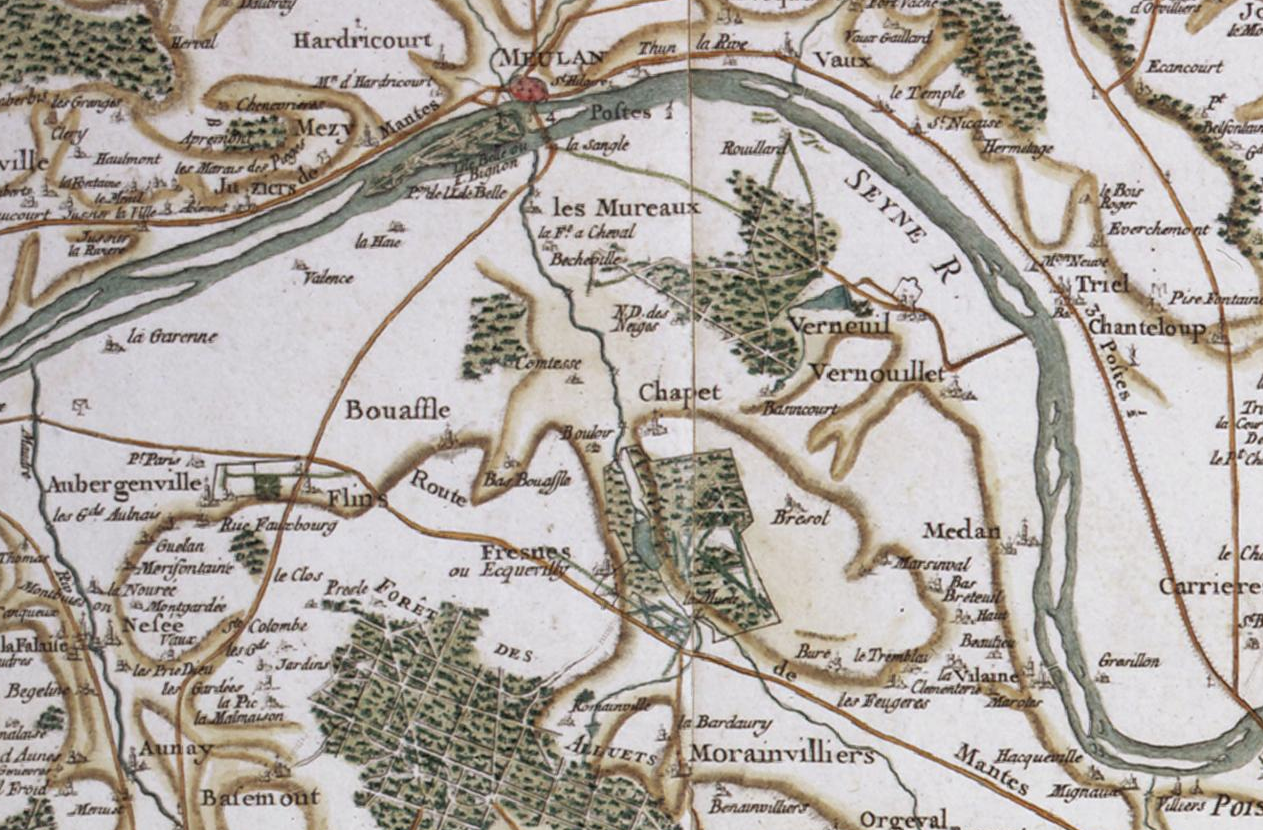
卡西尼地图上标注的莱米罗

根据当地官方网站的论述，莱米罗所处区域在史前时期就已出现人类活动，当地曾在一次考古发掘活动中发现一处距今约三千年的石像。中世纪时，莱米罗长期为默朗伯国的一处领地。彼时，受塞纳河水文条件限制，莱米罗地区人口稀疏，当地主要的聚落分布于塞纳河右岸（今伊夫林地区默朗）。中世纪末，莱米罗被维永家族控制，其成员在此修建了贝什维尔城堡，后被多个家族继承，并于18世纪得到大规模的扩建。法国大革命后，莱米罗成为塞纳-瓦兹省的一个市镇。1843年，途径莱米罗的巴黎－勒阿弗尔铁路建成通车。1910年初，塞纳河发生特大洪水，莱米罗市区多处街道被淹没。1911年，莱米罗境内建成了一处航空器制造中心，其生产的“法国北部系列”（ANF）飞机多以“莱米罗”命名。二战后，莱米罗境内规划了大批集中式居民区，当地人口数量快速增加。1968年，莱米罗被划入新成立的伊夫林省内。1973年，阿丽亚娜系列运载火箭法国地面指挥中心在莱米罗成立。二十一世纪初，莱米罗境内发生多起枪击案，靠近塞纳河的河滨走廊得到改造，当地的市民政务中心则于2005年建成。前法国总统弗朗索瓦·奥朗德曾于2013年4月、2015年5月和2016年11月三次访问莱米罗。途径莱米罗的法兰西岛大区快铁E线西延段预计2024年建成运行。

## 地理

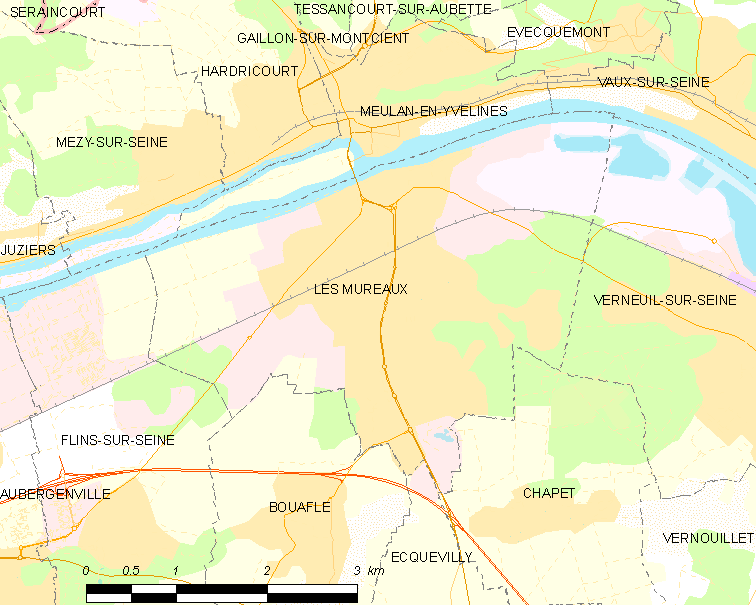
莱米罗市镇范围地图

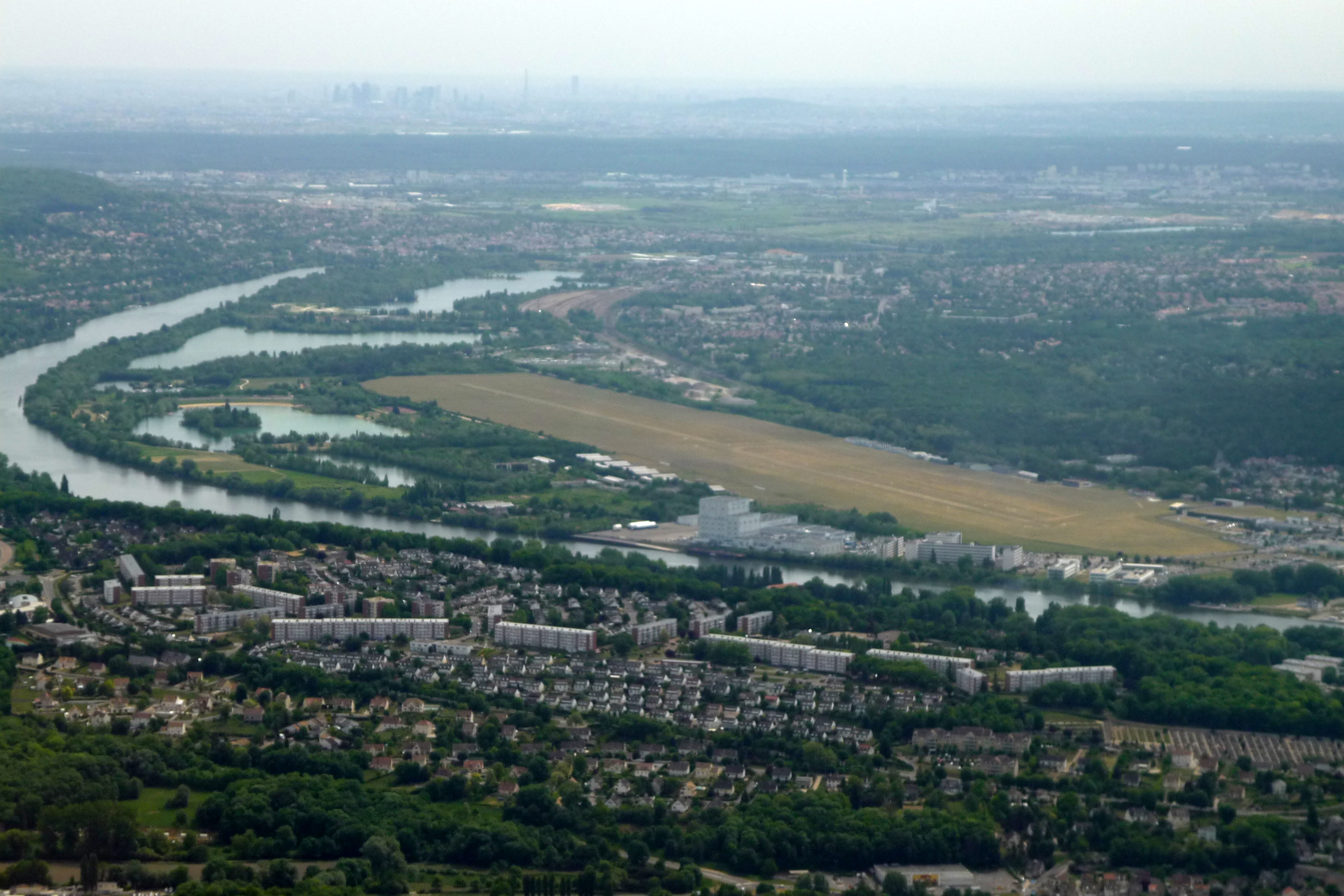
航拍塞纳河畔的莱米罗

莱米罗位于法国中北部，法兰西岛大区西北部和伊夫林省北部，距离省会凡尔赛大约29公里。与莱米罗接壤的市镇包括：布阿夫勒、沙佩、埃克维伊、塞纳河畔弗兰、伊夫林地区默朗、塞纳河畔梅济、塞纳河畔沃、塞纳河畔韦尔讷伊。

### 地形
莱米罗位于巴黎盆地腹地，塞纳河左岸的一处冲积平原上，境内以平原为主，市镇中心地势较为平坦，全境海拔在18到53米之间。

### 水文
塞纳河干流自东向西流经北境，隔河与伊夫林地区默朗相望。

### 植被
莱米罗属于温带阔叶混交林区，市区内的主要绿地公园包括古柳园公园（Parc de l'Oseraie）、贝什维尔公园（Parc de Becheville）等，均常年免费向公众开放。林地则多分布于市区东部
在鲜花城市的评比中，莱米罗被评为3星级鲜花城市。

### 气候
莱米罗在柯本气候分类法中属于温带海洋性气候。
距离莱米罗最近的常年气象站位于沙佩境内，以下为该气象站的数据（其中日照数据取自凡尔赛）：
| 沙佩 1981年－2019年 | 沙佩 1981年－2019年 | 沙佩 1981年－2019年 | 沙佩 1981年－2019年 | 沙佩 1981年－2019年 | 沙佩 1981年－2019年 | 沙佩 1981年－2019年 | 沙佩 1981年－2019年 | 沙佩 1981年－2019年 | 沙佩 1981年－2019年 | 沙佩 1981年－2019年 | 沙佩 1981年－2019年 | 沙佩 1981年－2019年 | 沙佩 1981年－2019年 |
| 月份                | 1月                 | 2月                 | 3月                 | 4月                 | 5月                 | 6月                 | 7月                 | 8月                 | 9月                 | 10月                | 11月                | 12月                | 全年                |
| ------------------- | ------------------- | ------------------- | ------------------- | ------------------- | ------------------- | ------------------- | ------------------- | ------------------- | ------------------- | ------------------- | ------------------- | ------------------- | ------------------- |
| 历史最高温 °C（°F） | 15.7 (60.3)         | 18.5 (65.3)         | 23.3 (73.9)         | 30.2 (86.4)         | 34.7 (94.5)         | 38.6 (101.5)        | 40.8 (105.4)        | 40 (104)            | 34.7 (94.5)         | 30.9 (87.6)         | 24.3 (75.7)         | 17.8 (64.0)         | 40.8 (105.4)        |
| 平均高温 °C（°F）   | 7.3 (45.1)          | 8.8 (47.8)          | 12 (54)             | 15.8 (60.4)         | 19.5 (67.1)         | 23.5 (74.3)         | 25.8 (78.4)         | 25.5 (77.9)         | 22 (72)             | 16.9 (62.4)         | 11 (52)             | 7.1 (44.8)          | 16.3 (61.3)         |
| 日均气温 °C（°F）   | 4.4 (39.9)          | 5.2 (41.4)          | 7.5 (45.5)          | 10 (50)             | 13.7 (56.7)         | 17 (63)             | 19.2 (66.6)         | 19.1 (66.4)         | 15.7 (60.3)         | 12.2 (54.0)         | 7.6 (45.7)          | 4.4 (39.9)          | 11.3 (52.3)         |
| 平均低温 °C（°F）   | 1.6 (34.9)          | 1.6 (34.9)          | 2.9 (37.2)          | 4.3 (39.7)          | 8 (46)              | 10.5 (50.9)         | 12.5 (54.5)         | 12.7 (54.9)         | 9.4 (48.9)          | 7.6 (45.7)          | 4.1 (39.4)          | 1.7 (35.1)          | 6.4 (43.5)          |
| 历史最低温 °C（°F） | −12.1 (10.2)        | −16.6 (2.1)         | −15.1 (4.8)         | −6.2 (20.8)         | −1.6 (29.1)         | 0.7 (33.3)          | 3.6 (38.5)          | 2.7 (36.9)          | −1.2 (29.8)         | −6 (21)             | −10.6 (12.9)        | −12 (10)            | −16.6 (2.1)         |
| 平均降水量 mm（）   | 40.3 (1.59)         | 41.4 (1.63)         | 42.5 (1.67)         | 42.4 (1.67)         | 57.5 (2.26)         | 49.2 (1.94)         | 57.8 (2.28)         | 53 (2.1)            | 36.3 (1.43)         | 65.5 (2.58)         | 55 (2.2)            | 61.4 (2.42)         | 602.3 (23.71)       |
| 月均日照時數        | 61.8                | 76.5                | 127.3               | 164.6               | 195.3               | 209.3               | 216.4               | 209.9               | 167                 | 112.1               | 64.9                | 51.5                | 1,656.6             |
| 来源：infoclimat.fr |                     |                     |                     |                     |                     |                     |                     |                     |                     |                     |                     |                     |                     |

## 行政区划
莱米罗的市镇编号为78440，邮政编号为78130。
在行政管理方面，莱米罗隶属于法国法兰西岛大区伊夫林省芒特拉若利区；在地方选举方面，莱米罗是莱米罗县的中央投票站所在地，其市镇范围全境被划入伊夫林省第九选区；在社会管理方面，莱米罗是大巴黎塞纳-瓦兹城市公共社区的组成部分。
莱米罗的五街区（Cinq Quartiers）和雷诺城-市中心（Cité Renault - Centre Ville）两个街区被列为“城市优先发展街区”（Quartiers Prioritaires）。
法国国家统计与经济研究所（简称）在进行数据统计时，将莱米罗及相邻的另外428个市镇设为巴黎城市核心区（2020年扩充至431个），并将包括核心区在内的周边共1,794个市镇划为巴黎城市区。自2020年起，巴黎城市区被包含1,949个市镇的巴黎城市辐射区代替。此外，还将莱米罗市镇分为了12个“块区”（IRIS），以便于统计人口分布情况。

## 交通

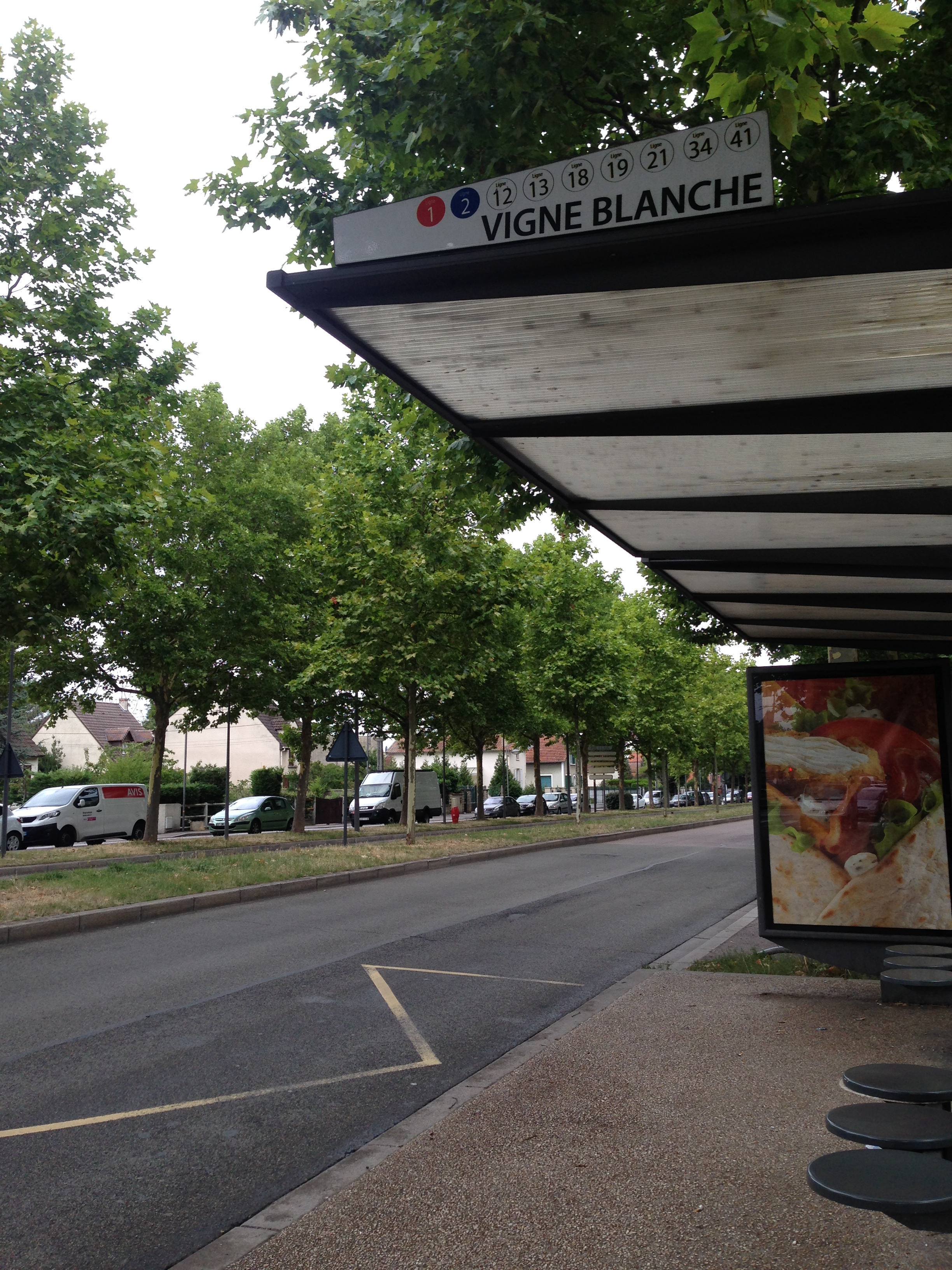
莱米罗“白色葡萄园”公交车站

### 公路
多条伊夫林省省道在莱米罗境内交汇，其境内的大部分道路已完成城市化改造，配有照明、排水、人行道等设施。莱米罗市区北侧横跨塞纳河的莱茵-多瑙桥建成于1953年，是当地唯一一座横跨塞纳河的桥梁。
| 8（巴黎方向） | 3.7 |

| 9（鲁昂方向） | 5.2 |

| 凡尔赛 | 30 |

| 芒特拉若利 | 19 |

| 圣日耳曼昂莱 | 20 |

| 欧贝让维尔 | 6 |

| 楠泰尔 | 31 |

| 孔夫朗-圣奥诺里娜 | 18 |

2018年，69.9%的莱米罗家庭拥有至少一辆私人汽车。2019年，莱米罗境内共发生各类交通事故21起，造成27人受伤。

### 铁路
莱米罗位于巴黎－勒阿弗尔铁路上。莱米罗站位于市区北部，停靠法兰西岛大区列车J线的列车。

### 航空
莱米罗距离巴黎-奥利机场和巴黎戴高乐机场的公路里程分别约52公里和58公里。

### 城市公共交通
截止2022年7月，共有1条区域快速铁路和23条公交线路途经莱米罗市镇范围内。
| 途经莱米罗境内的主要公共交通线路 |                       | |
| 类型                             | 运营商                | 线路 |
| 城铁                             |                       | ：巴黎圣拉扎尔站 ↔ 普瓦西站 ↔ 莱米罗站 ↔ 芒特拉若利站 ↔ 韦尔农-吉维尼站 |
| 快速巴士                         | 普瓦西-莱米罗公共交通 | Express 14：莱米罗火车站 ↔ 布日蒙商业中心 ↔ 空间商业中心 ↔ 萨布隆 ↔ 拉德芳斯 19：莱米罗火车站 ↔ 布日蒙商业中心 ↔ 空间商业中心 ↔ 萨布隆 ↔ 女伯爵-RD43 ↔ 普雷勒工业区-RD43 ↔ 凡尔赛-欧洲 Express 100：莱米罗火车站 ↔ 布日蒙商业中心 ↔ 空间商业中心 ↔ 萨布隆 ↔ 伊夫林地区圣康坦站 |
| 公共汽车                         | 普瓦西-莱米罗公共交通 | N1：统钩 ↔ 莱米罗火车站 ↔ 多媒体中心 ↔ 布日蒙商业中心 ↔ 白色葡萄园 ↔ 空间商业中心 ↔ 萨布隆 ↔ 比泽 2：莱米罗火车站 ↔ 多媒体中心 ↔ 布日蒙商业中心 ↔ 七星诗社 / 伊奥内斯科 ↔ 女伯爵-布阿夫勒公路 3：莱米罗火车站 ↔ 多媒体中心 ↔ 布日蒙商业中心 ↔ 阿尔贝·托马 ↔ 中心医院 4：莱米罗火车站 ↔ 空间站 ↔ 莫塞尔角 5：莱米罗火车站 ↔ 保罗·屈里安 ↔ 福煦 ↔ 笛卡尔 6：莱米罗火车站 ↔ 让·饶勒斯 ↔ 德尼·帕潘 ↔ 笛卡尔 7：莱米罗火车站 ↔ 多媒体中心 ↔ 布日蒙商业中心 ↔ 莫里哀 ↔ 肖邦 ↔ 弗朗索瓦·维永高级中学 12：莱米罗火车站 ↔ 布日蒙商业中心 ↔ 萨布隆 ↔ 达芬奇初级中学 ↔ 布阿夫勒 ↔ 塞纳河畔弗兰 ↔ 梵高高级中学 13：阿德里库尔-凡尔登街 ↔ 默朗-阿德里库尔火车站 ↔ 韦克桑广场 ↔ 莱米罗火车站 ↔ 布日蒙商业中心 ↔ 萨布隆 ↔ 达芬奇初级中学 18：莱米罗火车站 ↔ 布日蒙商业中心 ↔ 萨布隆 ↔ 教堂/巴尔托 ↔ 塞纳河畔弗兰市政厅 ↔ 博丹树林商业中心 ↔ 欧贝让维尔-伊丽莎白维尔站 21：埃克维伊公园 ↔ 教堂/巴尔托 ↔ 萨布隆 ↔ 空间商业中心 ↔ 布日蒙商业中心 ↔ 莱米罗火车站 ↔ 塞纳河畔弗兰市政厅 ↔ 博丹树林商业中心 ↔ 欧贝让维尔-伊丽莎白维尔站 32：莱米罗火车站（区域环线，经默朗） 33：莱米罗火车站（区域环线，经默朗） 34：塞纳河畔韦尔讷伊-绿道 ↔ 莱米罗火车站 ↔ 萨布隆 ↔ 莫勒站 ↔ 内泽尔-欧奈站 311：莱米罗火车站 ↔ 统钩 ↔ 亨利四世初级中学 ↔ 塞纳河畔沃 312：弗朗索瓦·维永高级中学 ↔ 莱米罗火车站 ↔ 统钩 ↔ 塞纳河畔沃 313：弗朗索瓦·维永高级中学 ↔ 莱米罗火车站 ↔ 统钩 ↔ 亨利四世初级中学 ↔ 塞纳河畔沃 |
| 公共汽车                         | Écquevilly            | 41：莱米罗火车站 ↔ 布日蒙商业中心 ↔ 萨布隆 ↔ 博丹树林商业中心 ↔ 莫勒站 ↔ 巴伊市政厅 |
| 公共汽车                         | Tourneux              | 80：快铁塞尔吉省府站 ↔ 博丹树林商业中心 ↔ 莱米罗火车站 ↔ 芒特拉若利火车站 |
| 公共汽车                         | (N)                   | N151：巴黎圣拉扎尔站 ↔ 马约门 ↔ 普瓦西站 ↔ 莱米罗站 ↔ 芒特拉若利火车站 |
| 1.                               |                       | |

## 政治

### 市政内阁

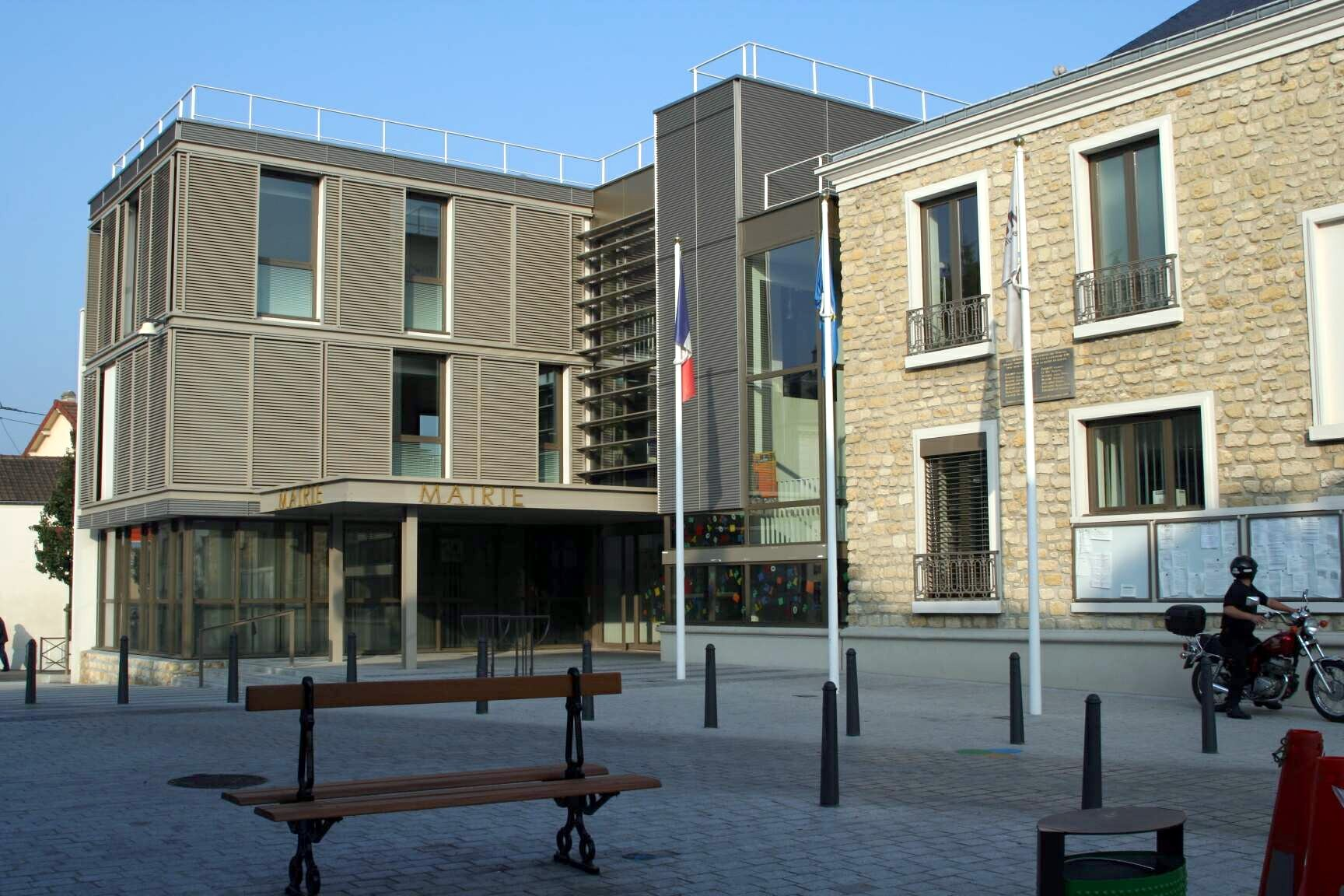
莱米罗市政厅

莱米罗的现任市长为弗朗索瓦·加赖先生（François GARAY），他是一名左翼无党派人士，在2020年的市政选举中获得了58.69%的支持率。
| 莱米罗历届市长 | 莱米罗历届市长                 | 莱米罗历届市长                 |
| 任期           | 市长                           | 党派                           |
| -------------- | ------------------------------ | ------------------------------ |
| 1944年－1965年 | Paul RAOULT 保罗·拉乌尔        | SFIO工人国际法国支部           |
| 1965年－1977年 | Pierre MÉTAYER 皮埃尔·梅塔耶   | SFIO工人国际法国支部 →PS社会党 |
| 1977年－1989年 | Roger LE TOULLEC 罗歇·勒图莱克 | PCF法国共产党                  |
| 1989年－2001年 | Alain ÉTORÉ 阿兰·埃托雷        | PS社会党                       |
| 2001年－       | François GARAY 弗朗索瓦·加赖   | PS社会党 →DVG左翼无党派人士    |

### 各级选举

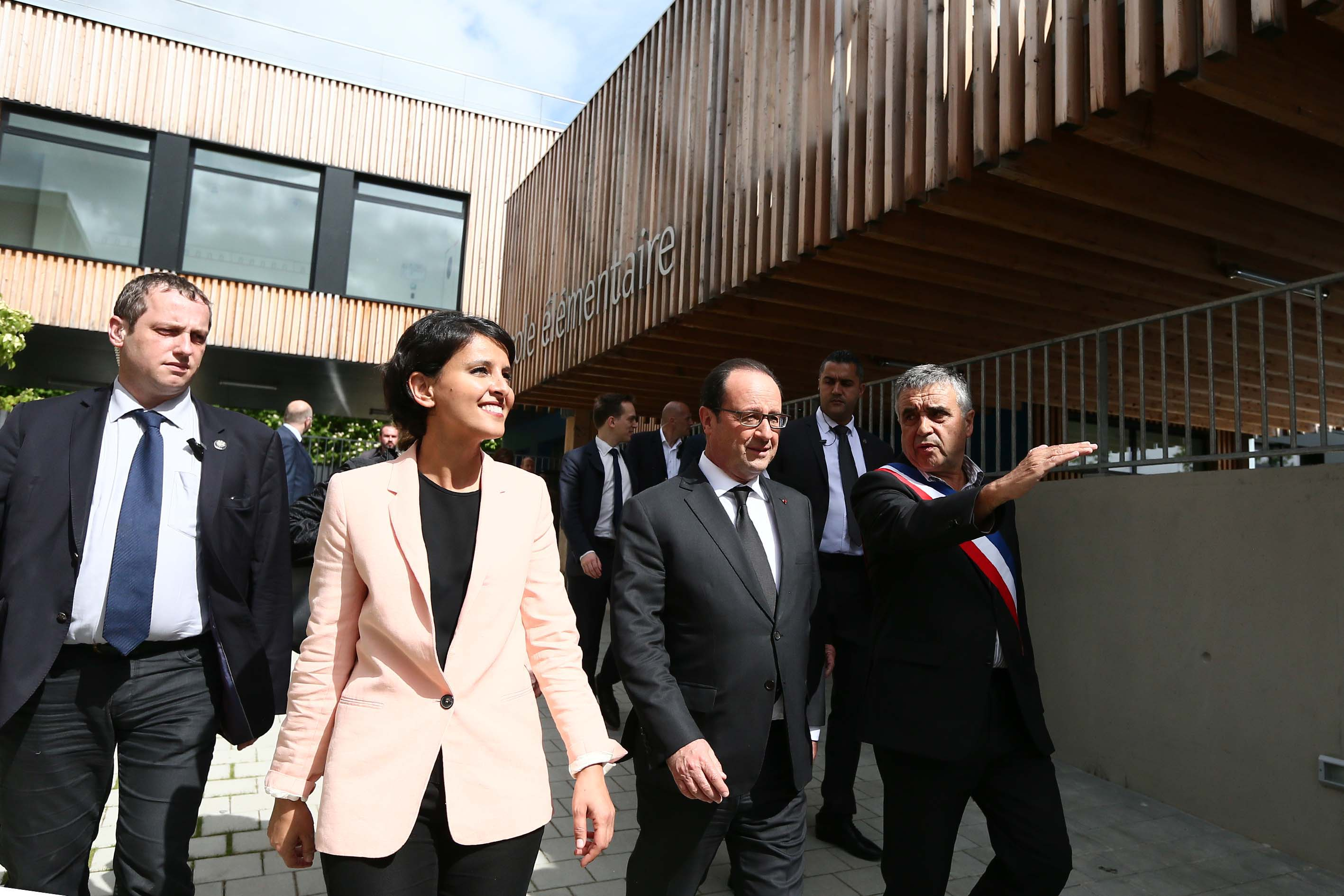
2015年访问莱米罗的法国总统弗朗索瓦·奥朗德

| 莱米罗历届投票选举结果 | 莱米罗历届投票选举结果 | 莱米罗历届投票选举结果 | 莱米罗历届投票选举结果 | 莱米罗历届投票选举结果             | 莱米罗历届投票选举结果 | 莱米罗历届投票选举结果 | 莱米罗历届投票选举结果             | 莱米罗历届投票选举结果 | 莱米罗历届投票选举结果 |
| 选举项目               | 选举范围               | 选区单位               | 选区单位内的选举结果   | 选区单位内的选举结果               | 选区单位内的选举结果   | 选区单位内的选举结果   | 选区单位内的选举结果               | 选区单位内的选举结果   | 参考资料               |
| 选举项目               | 选举范围               | 选区单位               | 第一轮胜出者           | 第一轮胜出者                       | 支持率                 | 第二轮胜出者           | 第二轮胜出者                       | 支持率                 | 参考资料               |
| ---------------------- | ---------------------- | ---------------------- | ---------------------- | ---------------------------------- | ---------------------- | ---------------------- | ---------------------------------- | ---------------------- | ---------------------- |
| 2017年法國總統選舉     | 法國                   | 市镇                   |                        | 让-吕克·梅朗雄                     | 36.57%                 |                        | 埃马纽埃尔·马克龙                  | 78.89%                 | [ 30 ]                 |
| 2017年法国立法选举     | 伊夫林省第九选区       | 市镇                   |                        | 布吕诺·米利埃纳                    | 32.03%                 |                        | 布吕诺·米利埃纳                    | 61.61%                 | [ 30 ]                 |
| 2019年欧洲议会选举     | 法國                   | 市镇                   |                        | 若尔当·巴尔代拉                    | 20.05%                 | （不适用）             | （不适用）                         | （不适用）             | [ 32 ]                 |
| 2021年法国省级选举     | 伊夫林省               | 县                     |                        | 马克·埃尔兹 塞西尔·扎米特-波佩斯屈 | 33.84%                 |                        | 马克·埃尔兹 塞西尔·扎米特-波佩斯屈 | 56.3%                  | [ 33 ]                 |
| 2021年法国省级选举     | 伊夫林省               | 市镇                   |                        | 格温娜埃尔·居洛 博里斯·沃农        | 23.47%                 |                        | 格温娜埃尔·居洛 博里斯·沃农        | 63.23%                 | [ 33 ]                 |
| 2021年法国大区选举     | 法蘭西島大區           | 市镇                   |                        | 奥德蕾·皮尔瓦尔                    | 26.64%                 |                        | 朱利安·巴尤                        | 44.05%                 | [ 34 ]                 |
| 2022年法国总统选举     | 法國                   | 市镇                   |                        | 让-吕克·梅朗雄                     | 60.66%                 |                        | 埃马纽埃尔·马克龙                  | 75.07%                 | [ 30 ]                 |
| 2022年法国立法选举     | 伊夫林省第九选区       | 市镇                   |                        | 维克多·帕亚克                      | 40.29%                 |                        | 布吕诺·米利埃纳                    | 66.28%                 | [ 30 ]                 |

## 人口
2018年，莱米罗市镇人口数量为32,949，在法国排名第242位。其中男性16,648人，女性16,301人，75岁及以上人口占5.0%，外籍人口数量为7,377人，人口密度为2,748人/平方公里，当地居民被称为（男性）或（女性）。2019年，莱米罗境内出生629人，死亡人口184人。
| 莱米罗1901年－2019年人口变化情况 |
|                                  |
| 数据来源：Cassini、INSEE         |

## 经济
莱米罗是一个区域性的中心城市，也是巴黎的一个西部郊区居住卫星城。截止2022年7月，莱米罗市镇范围内共有各类用人单位（包含自雇）4,281家，平均历史为10年，其中98.33%为中小型企业（PME），2022年5月至7月间，当地的经济活力指数为1.82%。（航空航天工程）、（建筑工程）及（财会管理）是当地2021年营业额最高的三个企业，分别为1,998,699,000欧元、547,189,649欧元和9,955,000欧元。

## 财政与居民收入
2020年，莱米罗的财政收入总额为57,240,100欧元，财政支出总额为50,754,100欧元，当年的债务总额为73,881,200欧元。2021年，莱米罗市镇共获得11,891,184欧元的国家财政补助，比上一年增加了1.44%。
2019年，莱米罗的人均月收入总额为2,035欧元，其中高级职员为3,418欧元，低于法国平均水平（4,230欧元）；中级职员为2,369欧元，低于法国平均水平（2,411欧元）；普通职员为1,698欧元，亦低于法国平均水平（1,740欧元）。
2018年，莱米罗境内的青壮年（15至64岁）失业率为18.5%，当地33.8%的家庭拥有纳税资格，平均纳税2,114欧元，低于法国平均水平（3,910欧元）。

## 社会事务

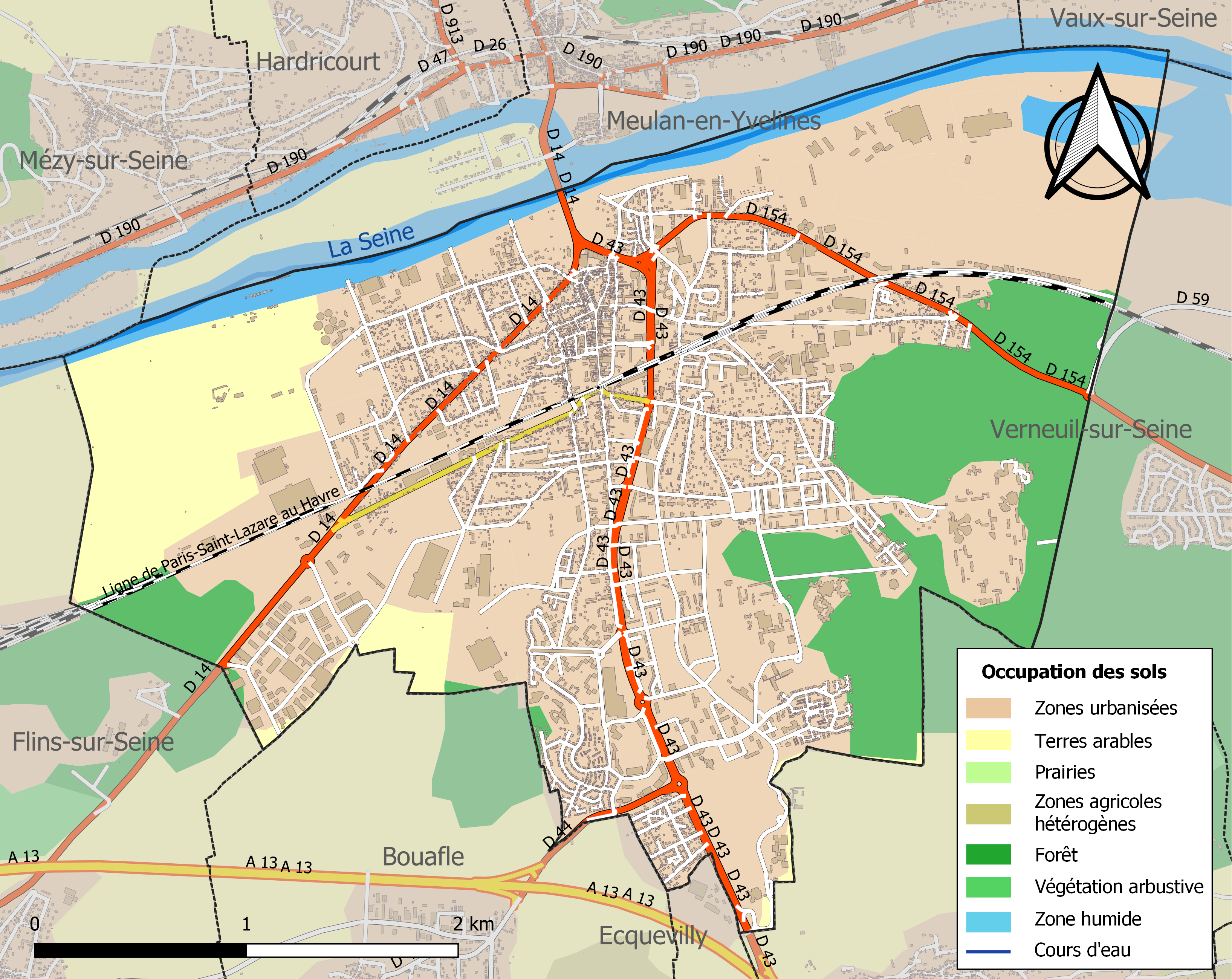
莱米罗土地利用情况地图

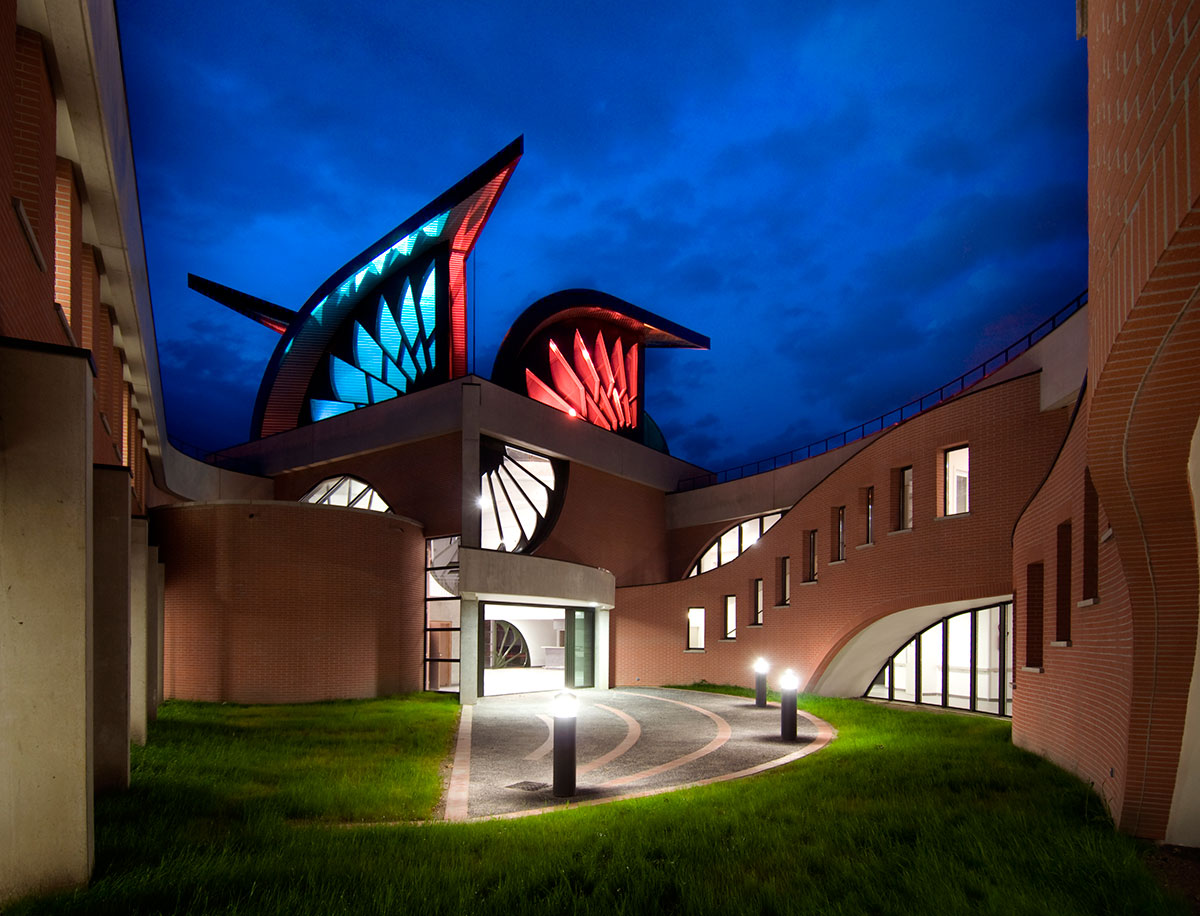
莱米罗儿童健康中心

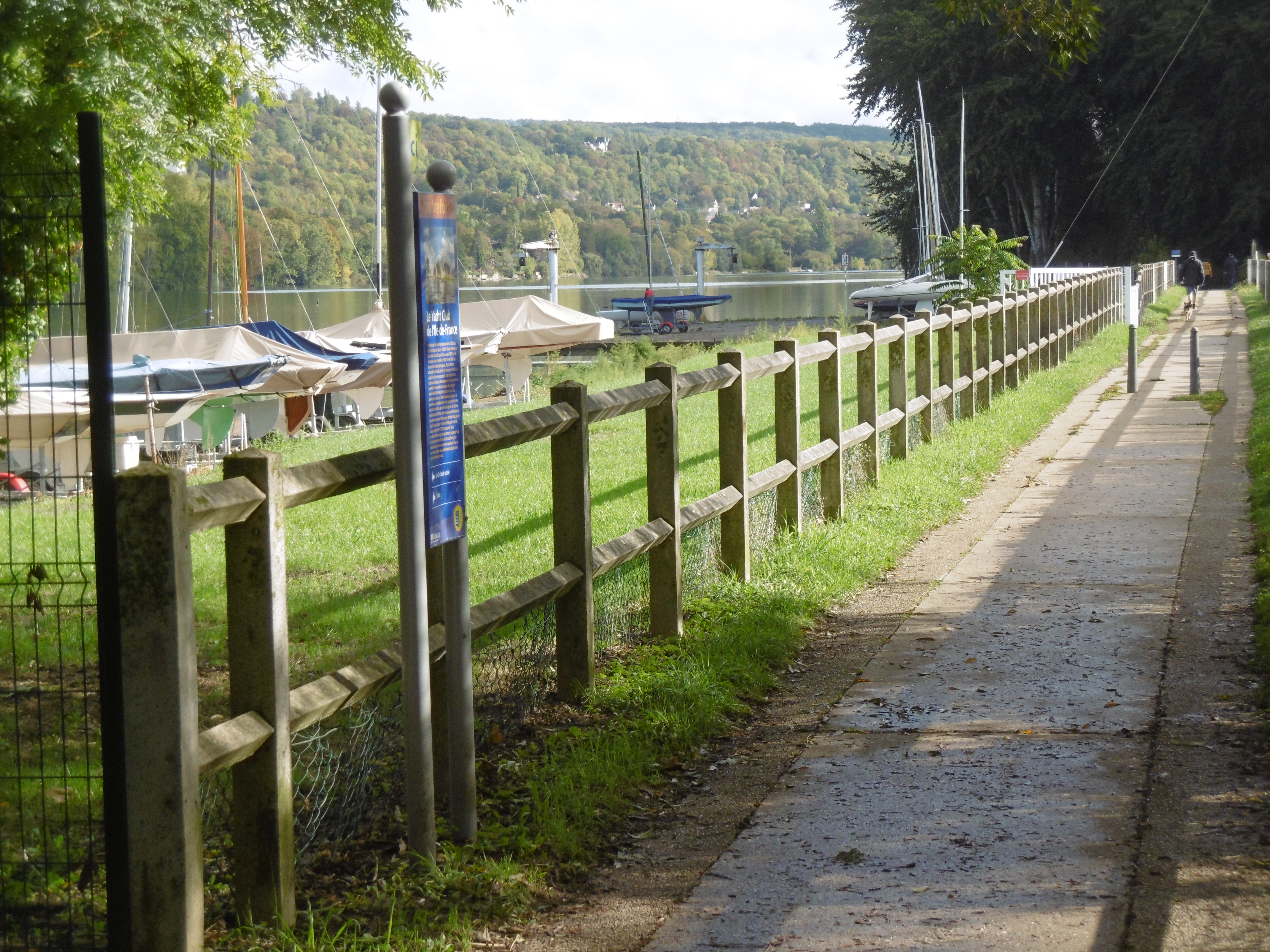
塞纳河畔的健身绿道

### 教育
莱米罗属于凡尔赛学区。截止2020年1月1日，莱米罗境内共有10所幼儿园、13所小学、3所初级中学和2所普通高中。2018至2019学年度，莱米罗境内共有在校中等教育阶段学生2,895名。

### 医疗
截止2020年1月1日，莱米罗境内共有全科医生19名、保健师11名、牙医14名、护士23名、耳科医生2名、眼科医生2名、助产士5名、儿科医生1名和妇科医生2名。境内共有药房8家、养老院1家、残疾人帮扶中心4家。
莱米罗中心医院，全名为“默朗-莱米罗市际中心医院”（Centre hospitalier intercommunal de Meulan - Les Mureaux），是法国的一个区域性医疗机构，其主病区位于伊夫林地区默朗，距离莱米罗市区的正常车程在5分钟以内，该院设有床位540个，是当地规模最大的公立综合性医院；此外该机构还在莱米罗境内设有一处儿童健康中心。

### 住房
2018年，莱米罗境内共有各类住房12,061套，其中31.9%为独立式居民区，67.5%为集中式居民区。常住房屋占莱米罗市镇范围内居民建筑总量的93.4%。
在住房保障政策方面，2020年，莱米罗境内共有3,908户家庭获得了住房经济补助，受益人数占总人口数量的11.9%，其中3,628份为房租补助。

### 商业
2019年，莱米罗境内共有各类实体商铺695家，其中餐厅101家、大型超市6家、杂货店23家、面包房19家、肉铺17家、书店6家、装饰品店1家、银行门店9家、美容美发店32家、汽车维修店47家。市中心建有布日蒙商业中心（Centre Commercial de Bougimonts），另有欧尚、Franprix等购物超市。

### 体育
2020年，莱米罗境内共有1家游泳池、7间体育馆、3座综合体育场、16处网球场、5处足球或橄榄球场以及3处篮球或排球场。
截至2022年7月，莱米罗境内共有两家注册足球俱乐部。莱米罗奥林匹克足球俱乐部（OFC Les Mureaux，编号550641）是当地的代表性足球队，成立于2003年，其主队2022至2023赛季参加法国全国丙组联赛（法国第五级别），其主场为莱奥·拉格朗日球场（Stade Léo Lagrange）。

### 环境
莱米罗的环境事务由其所属的大巴黎塞纳-瓦兹城市公共社区联合各级政府协调负责。2019年，莱米罗境内共有5家污染企业。

### 治安
2019年，莱米罗市镇范围内共有1处派出所。
2020年，莱米罗警区（zone police de Les Mureaux）的管辖范围内共10个市镇累计记录各类案件4,068起，其中盗窃类案件1,579起，经济类案件572起，毒品交易类案件489起。

## 文化
2020年，莱米罗境内共有1家电影院和1家音乐厅。莱米罗市政府提供多媒体中心，每周二至日向公众开放。

### 建筑
莱米罗境内有多处历史建筑，其中贝什维尔城堡、圣伯多禄-圣保罗教堂等是当地的地标性建筑物。

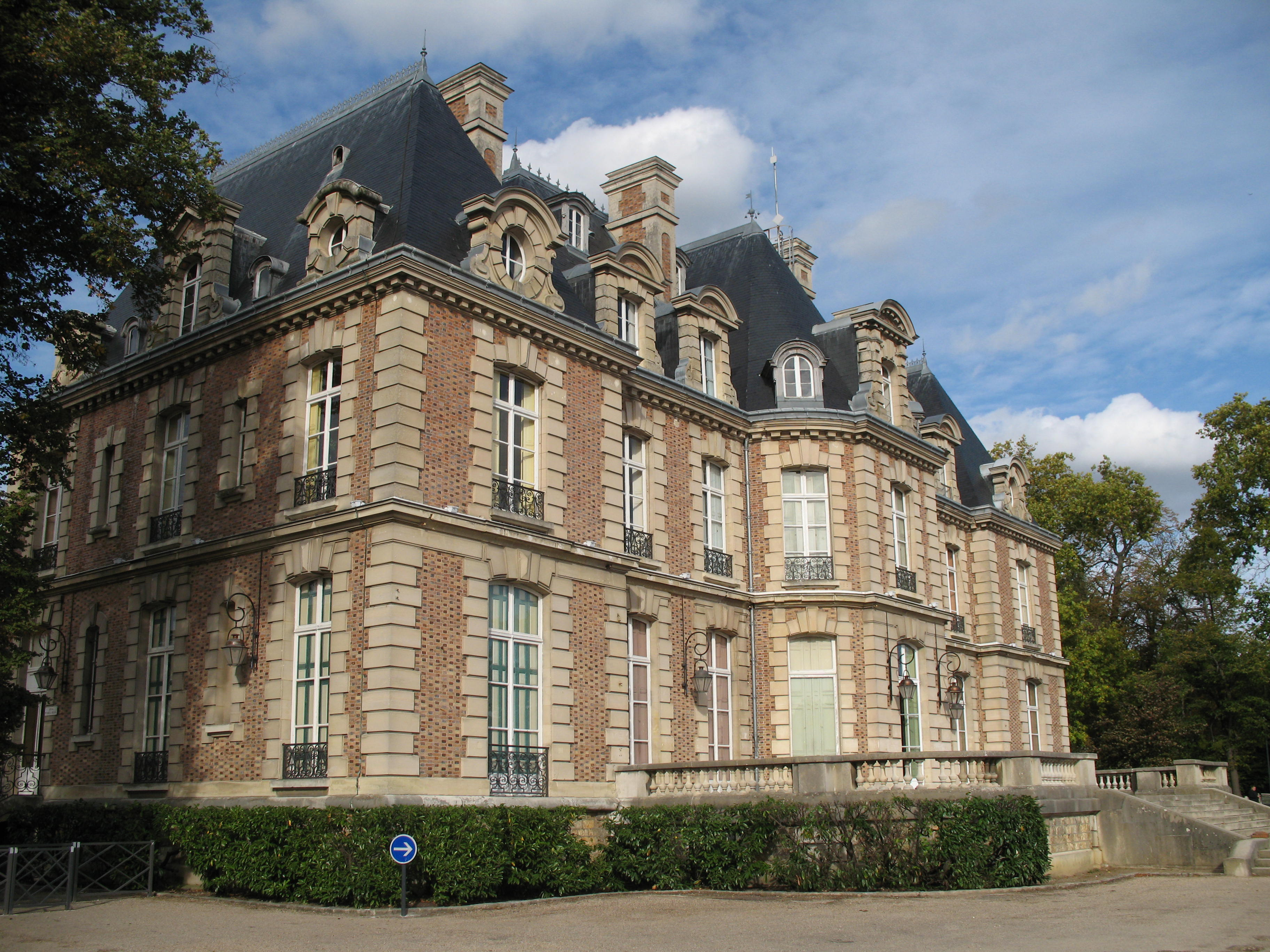
贝什维尔城堡（法语：Château de Becheville）
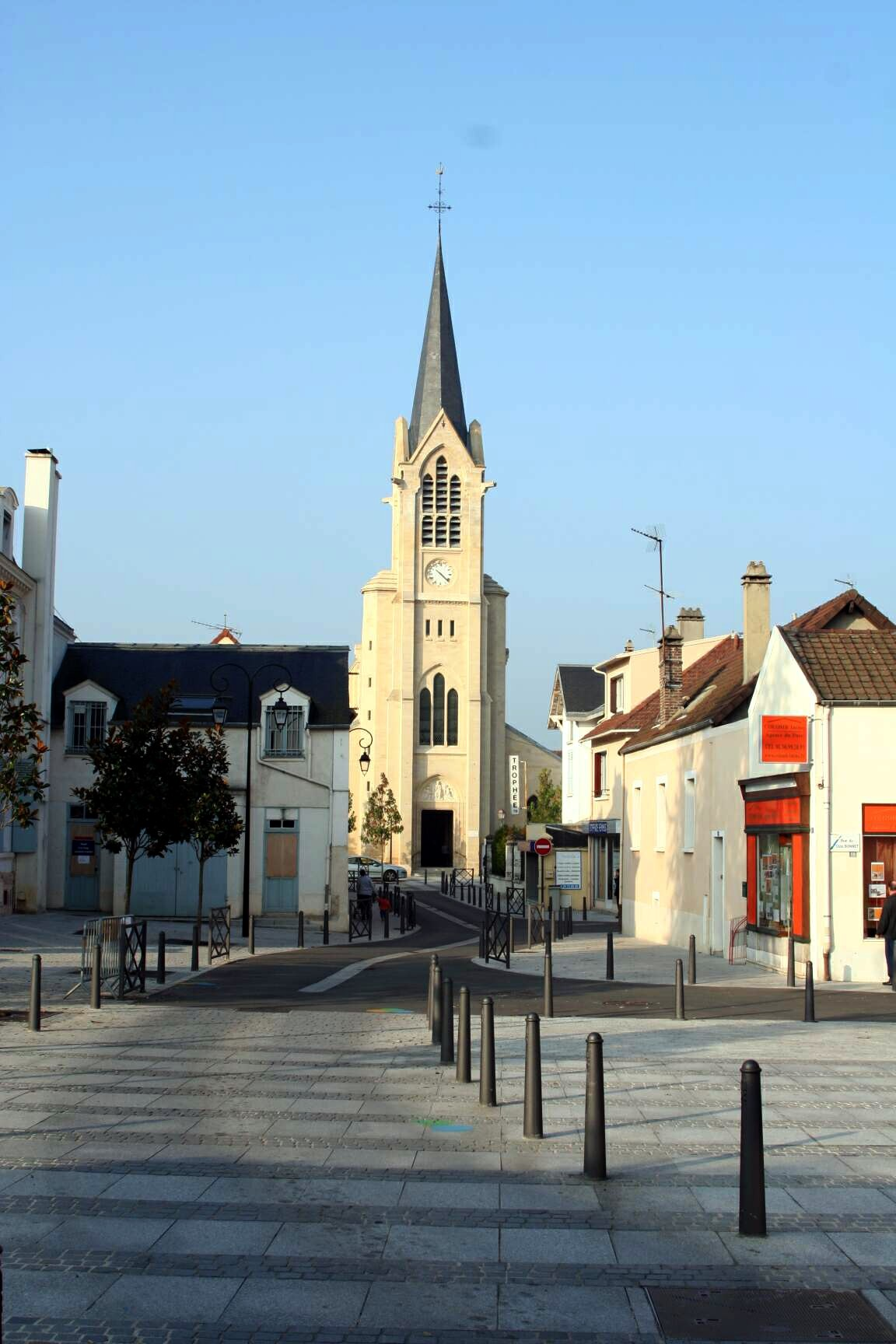
圣伯多禄-圣保罗教堂（法语：Église Saint-Pierre-et-Saint-Paul des Mureaux）
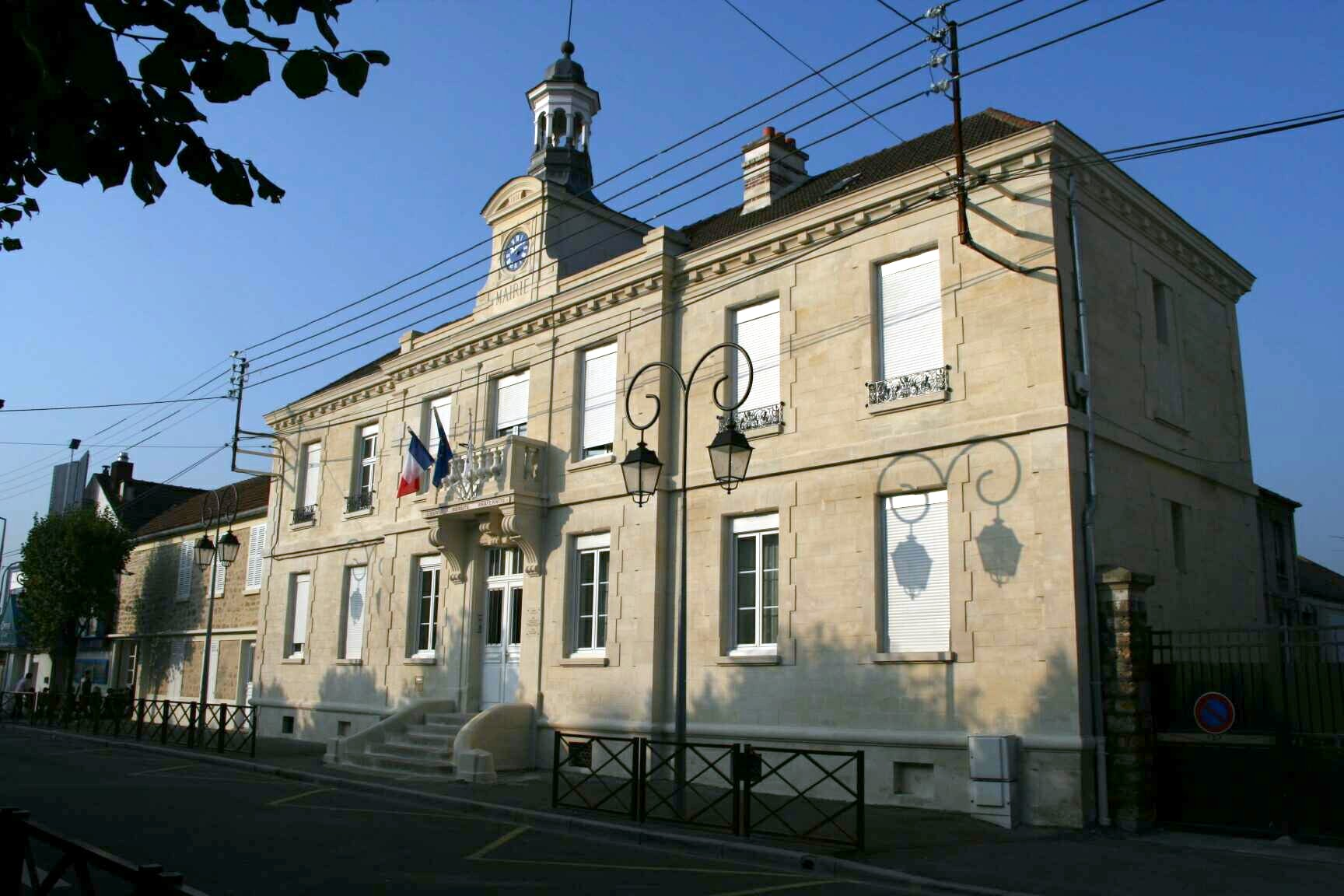
旧市政厅
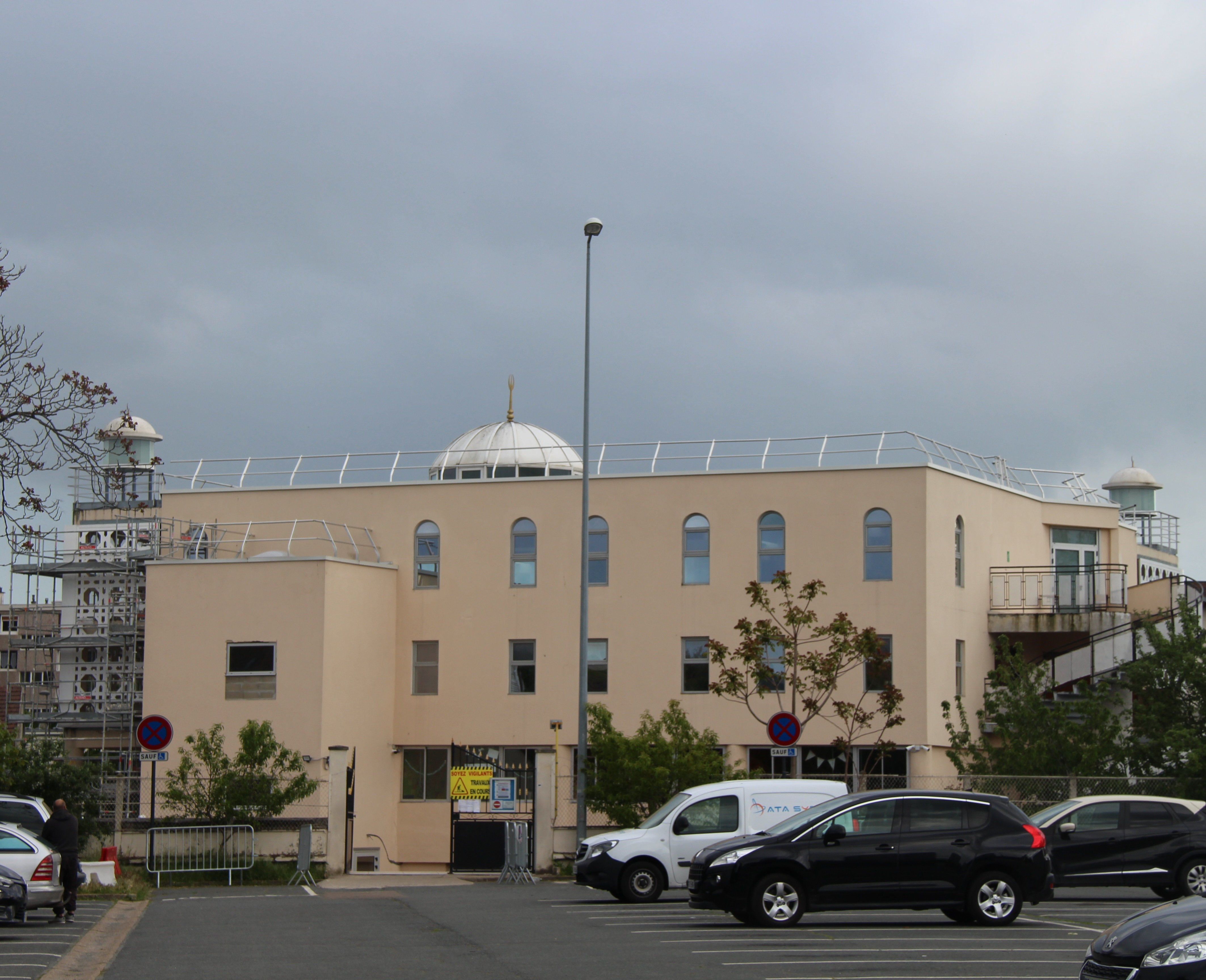
塔里克·伊本·齐亚德清真寺
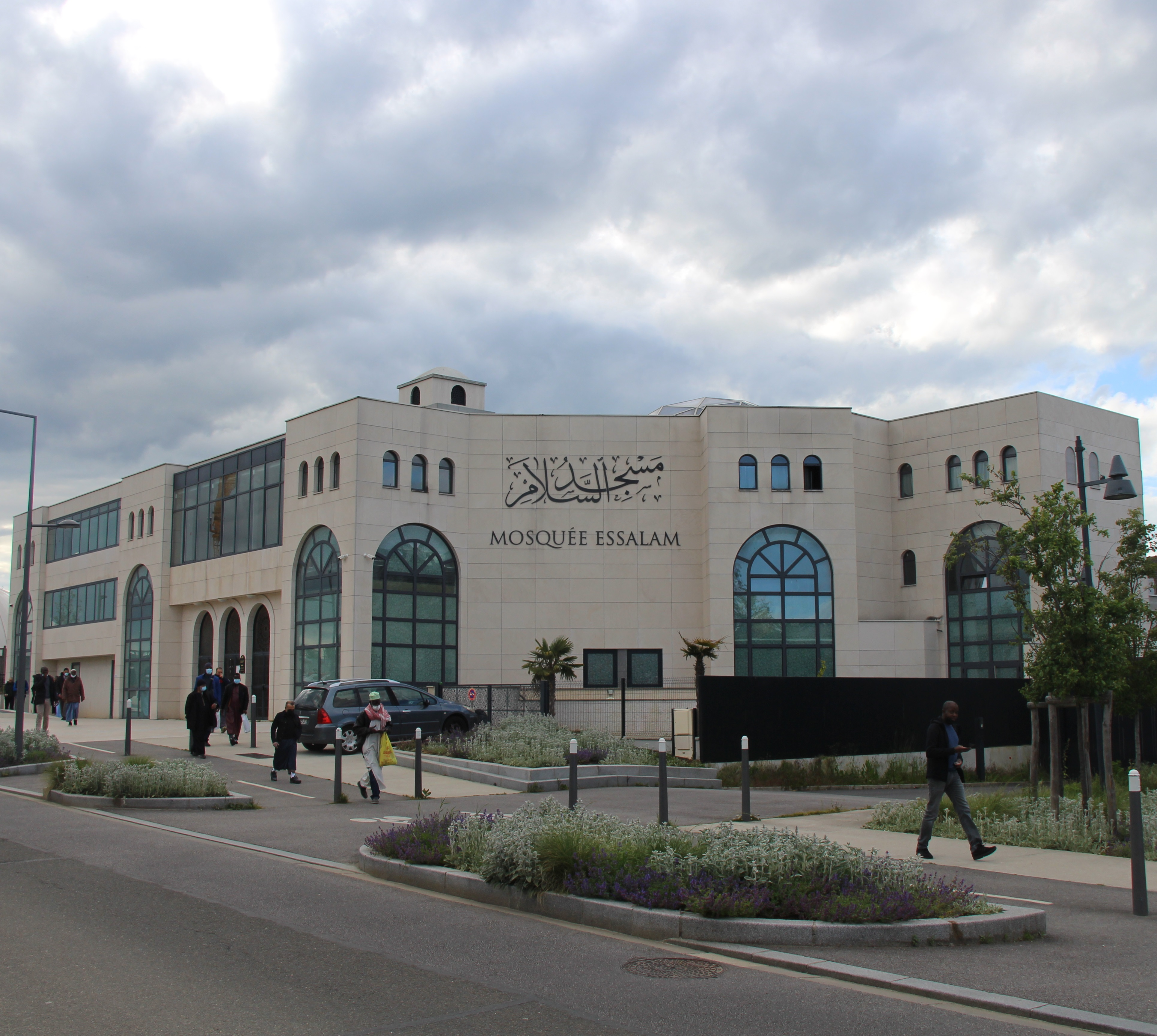
和平清真寺
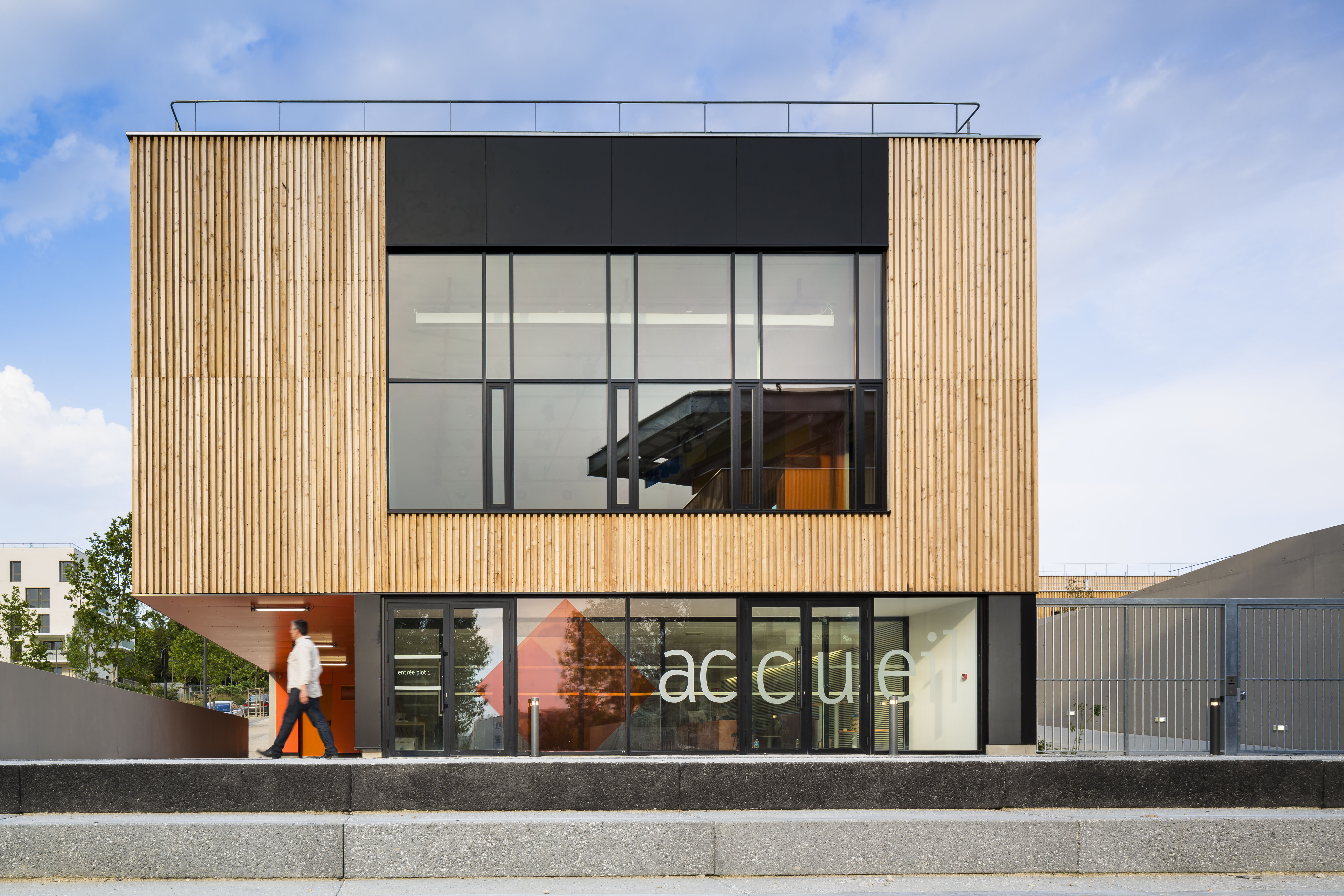
莫里哀文化中心
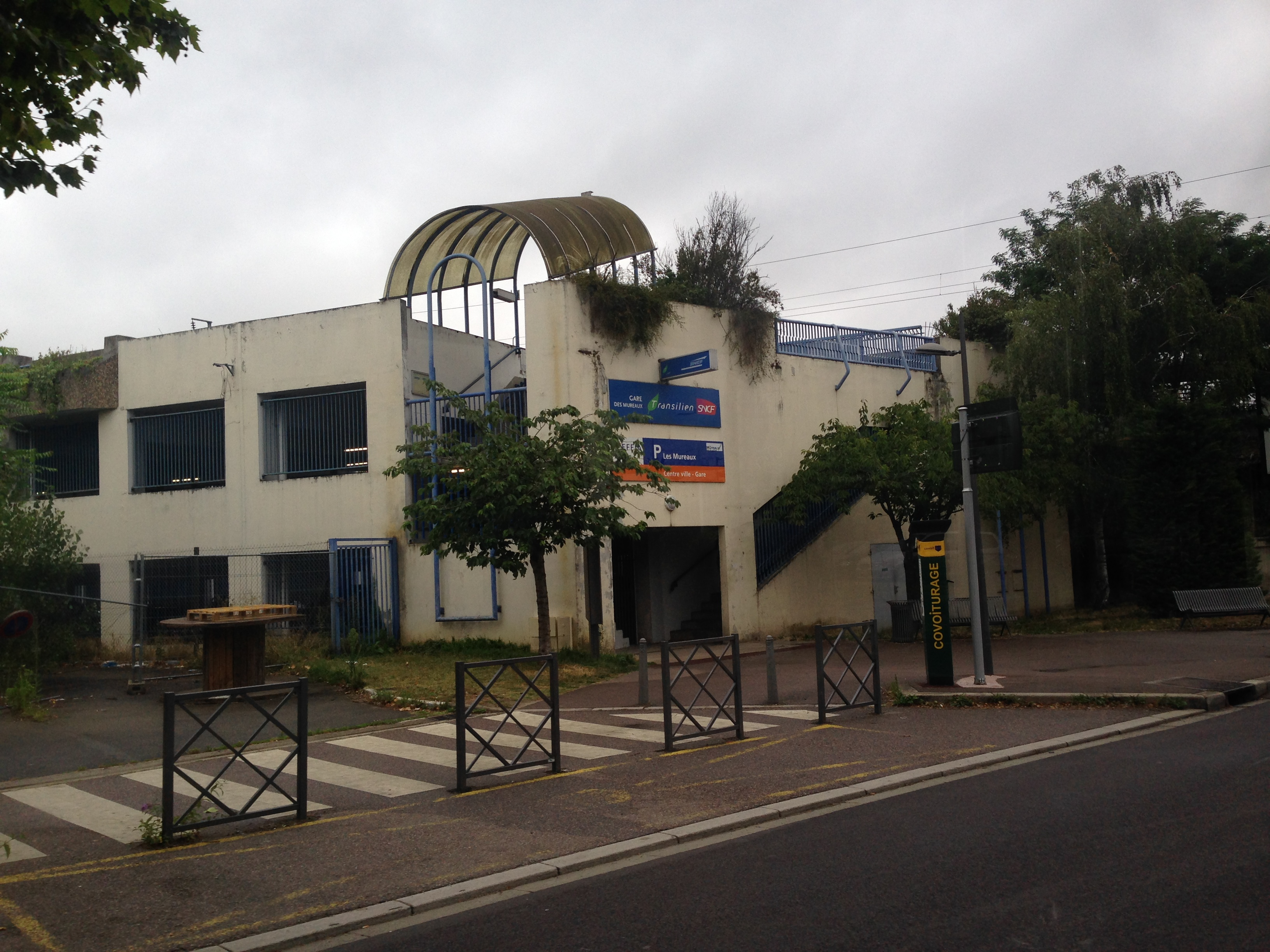
莱米罗火车站停车大楼

### 旅游
莱米罗的旅游事务由其所属的大巴黎塞纳-瓦兹城市公共社区负责。2021年，莱米罗境内共有2家酒店共计134间房间。

### 媒体
法国主要的媒体均可在莱米罗接收，法国电视三台下属的法兰西岛大区频道在部分时段播出莱米罗所属的伊夫林省的地方新闻。蓝色法兰西巴黎广播、巴黎营地广播、BFM电视台巴黎频道、《巴黎人报》等是当地主要的地方性媒体。

## 友好城市
截至2022年7月，莱米罗共与四座城市互为友好城市关系：
- 德国 伊达尔-奥伯施泰因
- 義大利 诺南托拉
- 波蘭 索斯诺维茨
- 英格兰 马盖特